# Penny Thomas
Penny Thomas (Durban, África do Sul, 2 de julho de 1979) é uma praticante de submission grappling e faixa-preta 3º grau de jiu-jitsu brasileiro (BJJ), atuando também como treinadora. Após abrir a primeira academia de jiu-jitsu da África do Sul em sua garagem, Thomas conquistou dois títulos mundiais de BJJ. Posteriormente, mudou-se para os Estados Unidos, onde passou a treinar sob a orientação de Luis Heredia e, mais tarde, de Leticia Ribeiro.
Ao longo de sua carreira, Thomas tornou-se quatro vezes campeã mundial de jiu-jitsu brasileiro na faixa-preta, bicampeã pan-americana, campeã mundial No-Gi, campeã mundial de grappling da FILA, campeã mundial da Grapplers Quest e campeã do ADCC.
Considerada uma pioneira no esporte, Thomas é a primeira faixa-preta de jiu-jitsu do continente africano e a primeira campeã mundial sul-africana na faixa-preta.

## Carreira
Penny Thomas nasceu em Durban, África do Sul, em 2 de julho de 1979. Começou a treinar ginástica aos 5 anos de idade, integrando a equipe olímpica juvenil da África do Sul aos 12 anos. Após uma cirurgia na coluna, foi obrigada a deixar a ginástica, mas continuou praticando diversas modalidades esportivas.

## Início da carreira
Em 2001, enquanto treinava kickboxing, Thomas foi introduzida ao jiu-jitsu brasileiro (BJJ) por Micah Atkinson. Na época, a África do Sul não possuía escolas formais de BJJ ou instrutores qualificados, e Atkinson vinha praticando com seu irmão utilizando fitas VHS instrucionais de Carlson Gracie. Após receber sua faixa-azul de Royce Gracie em Londres, Atkinson e Thomas decidiram abrir a primeira academia de jiu-jitsu do país, na garagem de Thomas.
Thomas passou a viajar ao Brasil para treinar, tornando-se a primeira mulher sul-africana a receber a faixa-azul em jiu-jitsu brasileiro. Ao começar a competir, conquistou o título do Campeonato Mundial de Jiu-Jitsu de 2004 como faixa-azul, repetindo o feito no ano seguinte, como faixa-roxa. Em 2006, deixou sua carreira como desenvolvedora de software e mudou-se para o Havaí para treinar sob a tutela do faixa-preta 5º grau Luis Heredia.
A dedicação de Thomas ao esporte, aliada à escassez de competidoras femininas na época, levou-a a competir ocasionalmente contra adversários homens. Em 2007, conquistou a medalha de prata na divisão masculina de kimono faixa-marrom do torneio Triple Crown Aloha State BJJ Championship. No mesmo ano, Thomas venceu o Campeonato Mundial de Jiu-Jitsu  de 2007, tornando-se a primeira atleta não brasileira, ao lado de Laurence Cousin e Emily Kwok, a vencer sua divisão na categoria marrom/preta; ela também venceu o Pan-Americano e o Mundial No-Gi.

## Carreira na faixa-preta
Em 2007, Thomas mudou-se para San Diego para treinar sob a orientação de Leticia Ribeiro, integrando a equipe feminina da Gracie Humaitá. Em maio daquele ano, tornou-se campeã mundial do ADCC Submission Fighting World ao derrotar Lana Stefanac na final. Em 2008, Thomas recebeu sua faixa-preta de Luis Heredia, tornando-se a primeira pessoa do continente africano a alcançar essa graduação no jiu-jitsu brasileiro.
No ADCC World de 2009, realizado em Barcelona, Espanha, Thomas conquistou a medalha de prata após derrotar Shanti Abelha nas quartas de final e Cris Cyborg na semifinal, sendo finalizada por Hannette Staack com uma chave de perna na final. Em março de 2009, garantiu seu segundo título mundial ao vencer Valerie Worthington na final da categoria meio-pesado.
Durante a superluta feminina do Grapplers Quest na UFC Expo, realizada em Las Vegas em maio de 2010, finalizou Shayna Baszler com um mata-leão. No Campeonato Mundial de Jiu-Jitsu de 2010, competindo pela Gracie Humaitá, conquistou a medalha de prata na divisão meio-pesado marrom/preta, perdendo a final para Michelle Nicolini por 3 a 2 nas vantagens. No ano seguinte, participou do Campeonato Mundial Profissional de Jiu-Jitsu de Abu Dhabi de 2011, conquistando a medalha de prata após perder por pontos na final da categoria acima de 65 kg para Gabi Garcia.
No ADCC World de 2011, Thomas venceu a primeira luta contra Talita Nogueira com um mata-leão, antes de enfrentar Gabi Garcia, que venceu o combate ao aplicar uma pressão no ombro a partir da posição lateral. Thomas sofreu uma lesão no joelho durante a disputa pelo bronze contra Ida Hansson, encerrando o campeonato na quarta colocação.
Ainda naquele ano, competiu no Campeonato Mundial de Jiu-Jitsu de 2011, conquistando a medalha de prata na categoria meio-pesado após perder para Talita Nogueira na final; também disputou o absoluto, onde conquistou o bronze após enfrentar Gabi Garcia nas semifinais. No Campeonato Mundial de Jiu-Jitsu  de 2012, Thomas conquistou a medalha de prata após ser derrotada por Fernanda Mazzelli na final da categoria meio-pesado.
Em 2012, Thomas venceu o Campeonato Mundial de Grappling da FILA. No ano seguinte, foi convidada a competir no ADCC World de 2013, realizado em Pequim, China, onde foi derrotada por Maria Małyjasiak. Após um período afastada das competições, Thomas retornou em 2019, conquistando a medalha de prata na categoria meio-pesado no Campeonato Mundial Master da IBJJF.

## Vida pessoal
Fora dos tatames, Thomas venceu um prestigiado torneio de matemática avançada e recebeu diversos prêmios por suas obras de arte.

## Títulos e conquistas

### Jiu-jitsu brasileiro
Principais conquistas na faixa-preta
- Bicampeã mundial da IBJJF (2009,[27][c] 2007[28][c]
- Campeã do Pan-Americano IBJJF (2007[c])
- Campeã mundial No-Gi da IBJJF (2007)
- Vice-campeã mundial da IBJJF (2011,[29][c] 2010,[30][c] 2008[31][c]
- Vice-campeã do Pan-Americano IBJJF (2009[c])
- Vice-campeã mundial da IBJJF (2012[32])
- Vice-campeã mundial No-Gi da IBJJF (2008)
- Vice-campeã do Mundial Master da IBJJF (2019[26])
- 3º lugar no Mundial da IBJJF (2011[d][33])
- Principais conquistas nas faixas coloridas[1]
- Bicampeã mundial da IBJJF (2005 faixa-roxa,[34] 2004 faixa-azul[35])
- Campeã do Pan-Americano IBJJF (2006 faixa-roxa[36])
- Campeã da Copa do Mundo CBJJO (2006 faixa-roxa)
- Campeã do Gracie Worlds (2006 faixa-roxa / marrom / preta)
- Vice-campeã mundial da IBJJF (2003 faixa-azul[37])
- Vice-campeã do Triple Crown Aloha State BJJ Championship (2007, divisão masculina faixa-marrom[8])

### Grappling
Principais conquistas:
- Campeã do ADCC (2007[38])
- Campeã do ADCC North American Trials (2010[39])
- Campeã mundial de Grappling da FILA (2012[40])
- Campeã do NAGA Havaí (Gi e No-Gi avançado, 2007)
- Campeã nacional de Grappling da África do Sul (2005)
- Campeã do Grapplers Quest Superfight (Las Vegas 2010, Boston 2010)
- Campeã do Grapplers Quest No-Gi (Del Mar e Las Vegas 2009 – peso aberto; Las Vegas e New Jersey 2008)
- Vice-campeã do ADCC (2009[41])
- 4º lugar no ADCC (2011)

## Linhagem de instrutores
Mitsuyo Maeda > Carlos Gracie Sr. > Hélio Gracie > Rickson Gracie > Luis Herédia > Penny Thomas